# タッカー (工具)

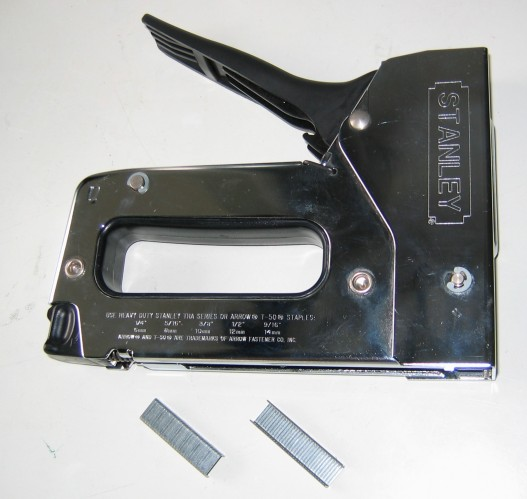
タッカーと針（ステープル）

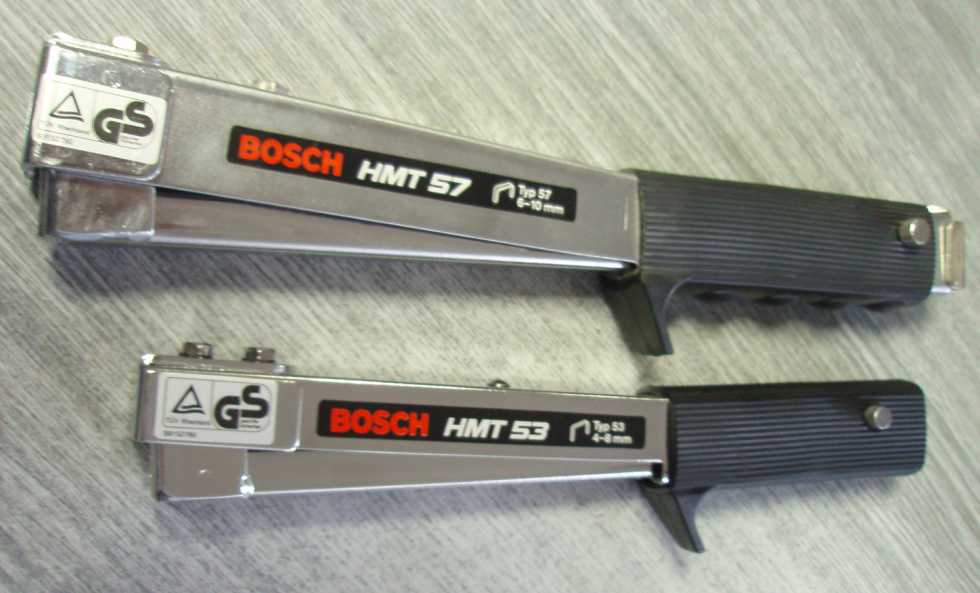
ハンマータッカ

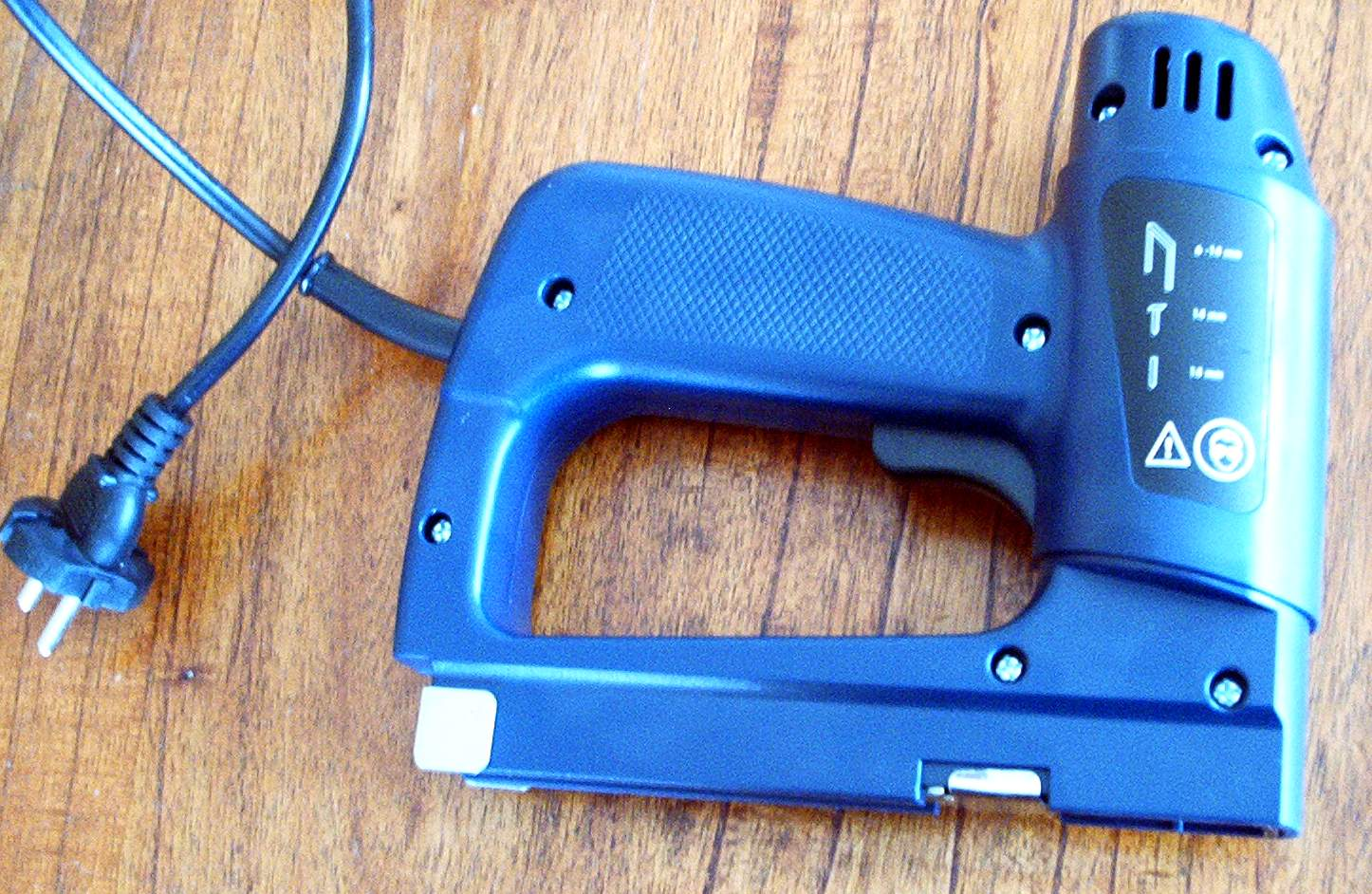
電動タッカ

タッカー（英: tacker）は、木工や建築用工具で布状や網状のものを針で固定する工具である。建築用ステープラー（ホッチキス）といえる。タッカあるいは鋲打機（びょううちき）とも呼ばれる。英語では、ステープルガン (staple gun) またはパワードステイプラー (powered stapler) とも呼ぶ。

## 概要
針（ステープル）などの金属片を打ち出すことで、布状や網状のもの、例えば建築ではモルタル下地のラス網や防水・防湿紙・板などを壁や材木などの特定箇所に固定する際に用いる。家具に布や革を張る場合にも使用する。1929年にMorris Abramsによって設立されたアメリカのアローファスナー社が、タッカーT50を発売している。
建築の施工やDIYなどで多く用いられ、ホームセンターなどで簡単に購入することができる。使い方はステープラー（ホッチキス）と同様であるが、打ち出した針先を受ける部分は基本的に存在しないため、針の射出口や射出方向に指を置くと負傷する可能性がある。
手動（ハンマータッカ）のほか、電動あるいはエアーコンプレッサーを使用して空気圧で針を打ち出す製品も製造されている。
主なメーカーは、マックス、マキタ、日本ヒルティ、スタンレー (Stanley)、ラピッド (Rapid)、アローファスナー (Arrow Fastener Company LLC) などである。